# Aristocypha hilaryae
Aristocypha hilaryae är en trollsländeart. Aristocypha hilaryae ingår i släktet Aristocypha och familjen Chlorocyphidae.

## Underarter
Arten delas in i följande underarter:
- A. h. hilaryae
- A. h. miaoa